# Siphonophora telana
Siphonophora telana är en mångfotingart som beskrevs av Chamberlin 1922. Siphonophora telana ingår i släktet Siphonophora och familjen Siphonophoridae. Inga underarter finns listade i Catalogue of Life.